# Neues Schloss Beihingen

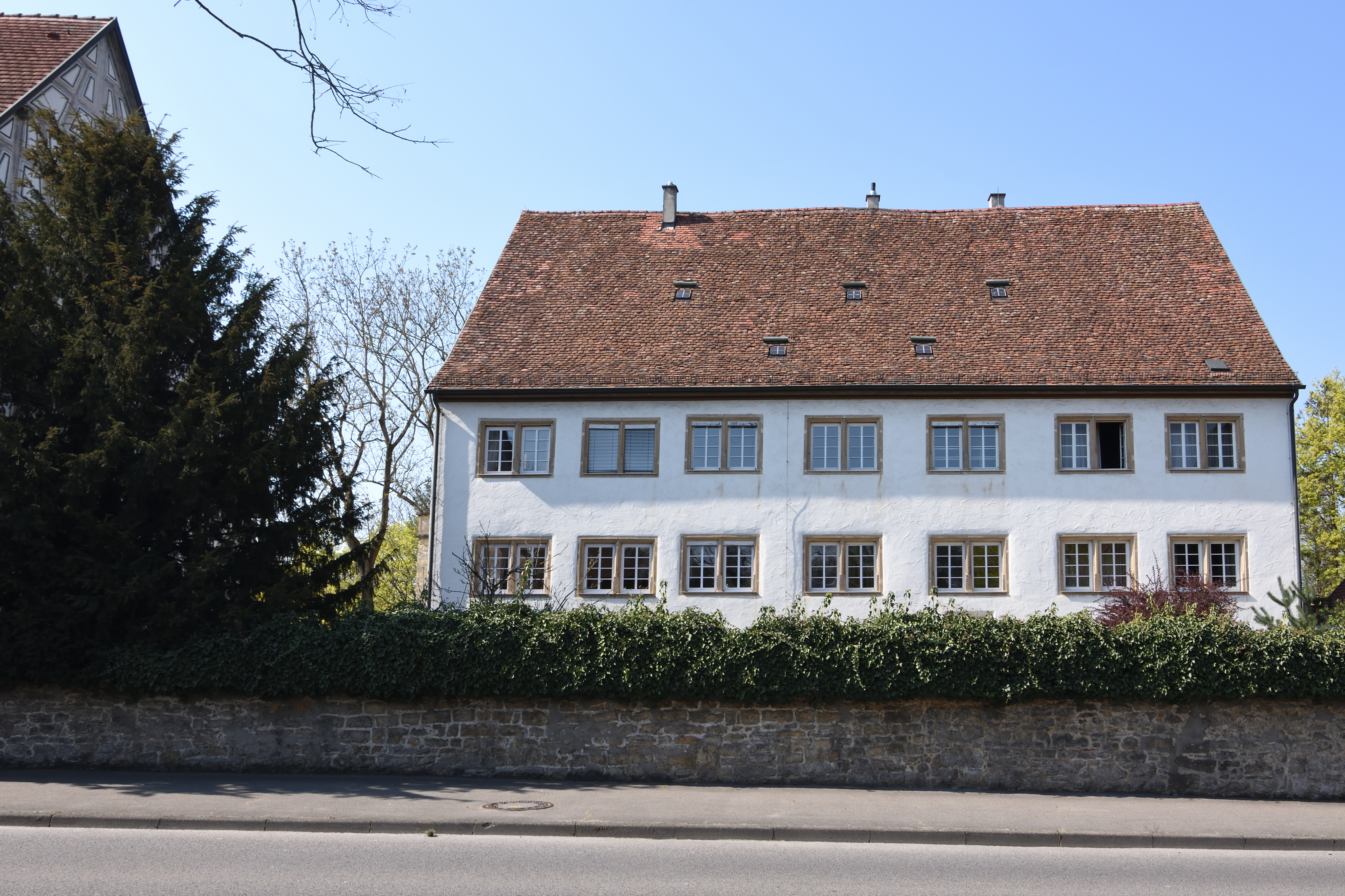
Hauptgebäude

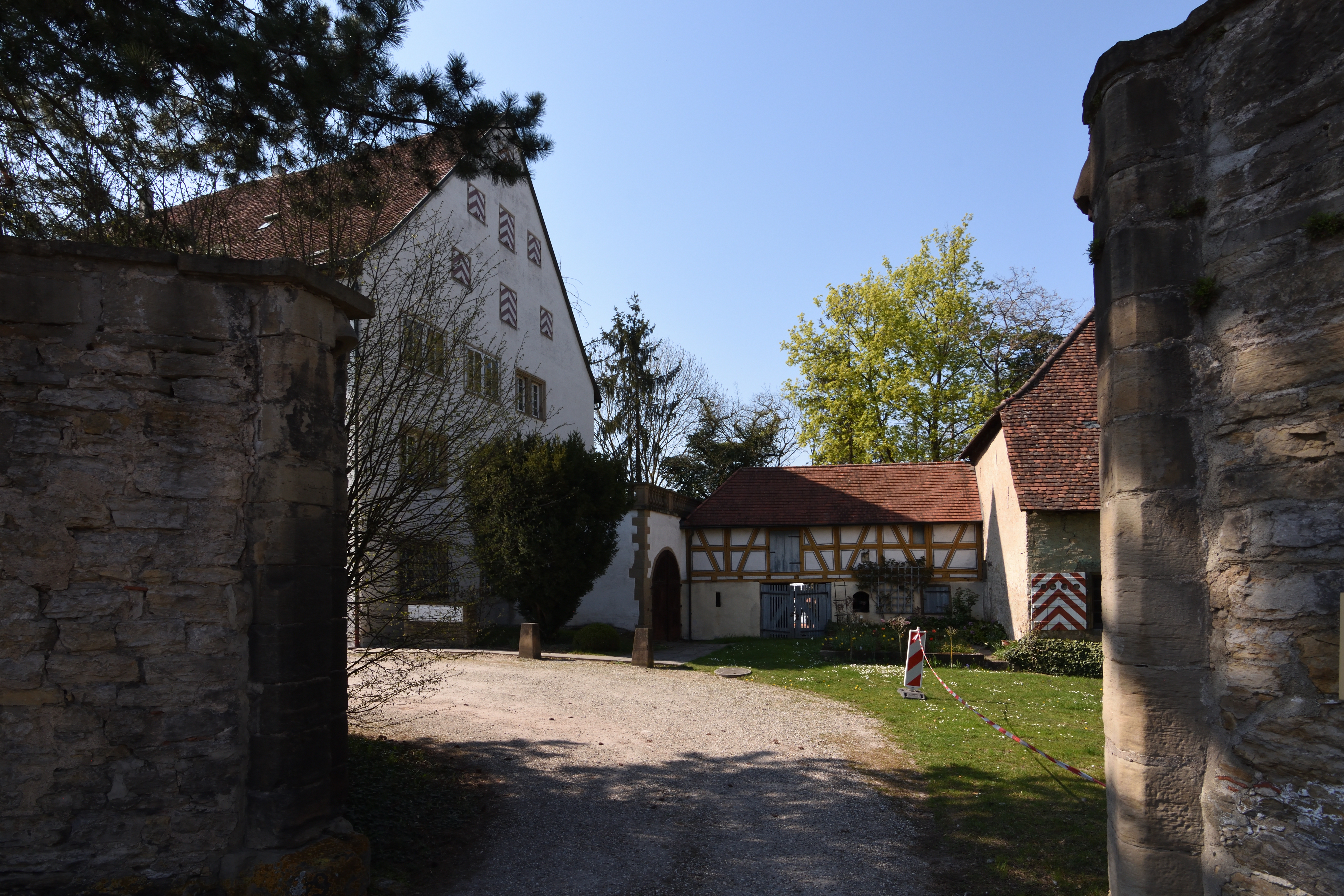
Toreinfahrt

Das Neue Schloss Beihingen, auch Breitenbachsches Schloss genannt, ist ein Schloss in Freiberg am Neckar im Landkreis Ludwigsburg in Baden-Württemberg. Es besteht aus dem eigentlichen Schlossbau sowie einer Zehntscheune und einer Reikenscheuer, welche über Mauern miteinander verbunden sind.

Das Schloss entstand 1573 für Friedrich von Breitenbach, der Schwiegersohn Ludwigs von Freiberg war. In den folgenden Jahren wurden an das Schloss eine Zehntscheune (1591) und eine Reikenscheuer (um 1600) erbaut. Zum Gelände gehörte zusätzlich noch ein ca. ein Hektar großer Garten. Im Laufe der Jahre wechselte das Schloss mehrmals den Besitzer, bis es schließlich 1673 von den Herren von Gemmingen-Hornberg gekauft wurde. Ende des 19. Jahrhunderts wurde der ursprüngliche Kamin über dem westlichen Söller abgetragen. Heute ist das Schloss Sitz der Familie von Graevenitz.

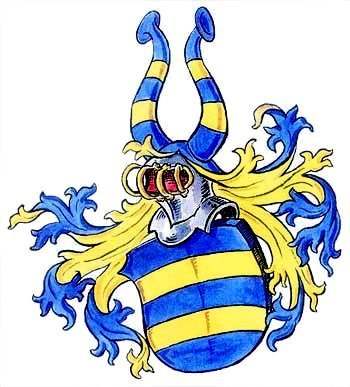
von Gemmingen
Wappen derer von Graevenitz